# Aardschok (tijdschrift)
Aardschok is een tijdschrift, met als doelgroep hardrock- en heavy metalfans. Het blad is een Nederlands blad en wordt zowel in Nederland als België uitgegeven. Er verschijnen ieder jaar tien bladen, het zomernummer en het winternummer zijn vaak dikker en zijn bedoeld voor een periode van twee maanden, waardoor het blad in september en december niet verschijnt. De oplage van het blad telt in 2015 18.000 stuks per maand en het blad heeft 100 pagina's, soms 124. Het formaat van het blad is 20,6 × 28,5 cm.

## Historie
Aardschok werd in oktober 1980 opgericht door twee klasgenoten, "Metal Mike" van Rijswijk en Stefan Rooyackers. Het blad bestond toen nog uit 13 gekopieerde A4'tjes en kwam onregelmatig uit. Het eerste blad kende een oplage van 500 stuks, maar er bleek meer vraag te zijn, waardoor er de derde en vierde editie al 1200 tot 1300 exemplaren gedrukt werden. In het begin bracht Van Rijswijk de blaadjes rond bij platenzaken, die hem op een gegeven moment cheques gingen sturen om het blad te behouden. Het blad was op dat moment het enige in Nederland waar recensies van hardrock- en heavy metal-albums in stonden. Eind jaren 80 was het blad landelijk bekend met oplages van ongeveer 7.500. Aardschok veranderde in een maandblad en de naam wisselde naar "De Nieuwe Aardschok" (D.N.A.) in 1982 en werd steeds uitgebreider en professioneler. Door steeds grotere oplages en andere belangen kwam er een samenwerking met het Duitse Metal Hammer en kwam, na wat vertraging, in februari 1986 de eerste "Aardschok/Metal Hammer" (A.M.H.) uit, grotendeels in kleur. Het blad werd daardoor wat commerciëler en bevatte veel posters van artiesten en ook veel reclame. Het blad was inmiddels nationaal en internationaal bekend en had een oplage van ongeveer 27.000 stuks. Na een samenwerking van 7,5 jaar werd Aardschok in oktober 1993 weer een zelfstandig blad met de originele naam.

## Inhoud
De inhoud van het blad varieert van interviews met bands en personen, concertverslagen, cd en dvd-besprekingen, demo's en een concertagenda tot een stukje geschiedenis van hardrock en heavy metal en nog meer ingrediënten die in andere bladen ook voorkomen. Posters zijn niet meer in het blad te vinden, in tegenstelling tot de tijd dat Aardschok nog met Metal Hammer samenwerkte.

## Redactie en blad
De redactie bevindt zich in het plaatsje Son, bij Eindhoven. De eerste Aardschok-redactie (rond 1980) bestond uit Stefan Rooyackers, Michel van de Moosdijk en Mike van Rijswijk. Medewerkers die geen enorme fan zijn van deze muziek zijn er niet, aangezien specifieke kennis belangrijk is als redacteur, aldus Aardschok zelf.
- Hoofdredacteur: "Metal Mike" van Rijswijk.
- Eindredactie: André Verhuysen
- Verder zijn er nog een aantal redacteuren die zelf verantwoordelijk zijn voor de artikelen die met hun naam zijn aangeduid. In 2013 zijn dit: Anita Boel, Onno Cro-Mag (overleden feb. 2013), Bastiaan Tuenter, Rudi Engel, Robert Haagsma en Liselotte Hegt.
- Ook zijn er ongeveer 20 extra medewerkers, een aantal fotografen (waaronder ook enkele redacteuren) en directiesecretaresse Marijke van Rijswijk-Koggel.
- Drukkerij: Het Volk Printing, Erpe-Mere (België)
- Lay Out: André Marsell (art-direction), Bennie Weisheit, Metal Mike
- Distributie: Betapress en Bertus (Nederland) en Imapress N.V. (België).
- Webruler Cybersite: Oscar van Eijk

Op 25 februari 2013 overleed Onno Cro-Mag (Onno van Ravesteijn, 19 juni 1963) aan een hartstilstand. De Aardschokredacteur/recensent van voornamelijk hardcore(punk)muziek die ook krachtsporter en vechtsporter was en bedrijfsleider van een sportwinkel gericht op kracht- en vechtsport, die in 2012 nog samen met Roger Miret van Agnostic Front de platenmaatschappij Strength Records oprichtte, werd 49 jaar. Van Ravensteijn stond bekend om zijn kennis van hardcorepunk en gerelateerde genres en schreef vele recensies van vooral albums, ook van concerten. Hij interviewde ook bands en hielp samen met onder andere Roger Miret om hardcorepunkbands en soortgelijke bands uit de Verenigde Staten op weg en/of zorgde voor meer bekendheid bij deze vaak, volgens sommigen, ondergewaardeerde bands.

## Aardschokdag
Van 1982 tot 1993 (en nogmaals in 1999) werd ook bijna jaarlijks de Aardschokdag georganiseerd, omdat er op dat moment weinig festivals waren voor hardrock- en metalfans. Het festival begon kleinschalig in de Effenaar in Eindhoven met nationale bands, maar groeide al snel uit tot een (internationaal) gewaardeerd evenement met gevestigde namen en hoge bezoekersaantallen, die evenwel nooit in de buurt kwamen van het veel grotere en bekendere Dynamo Open Air.